# Henryk Grodzicki

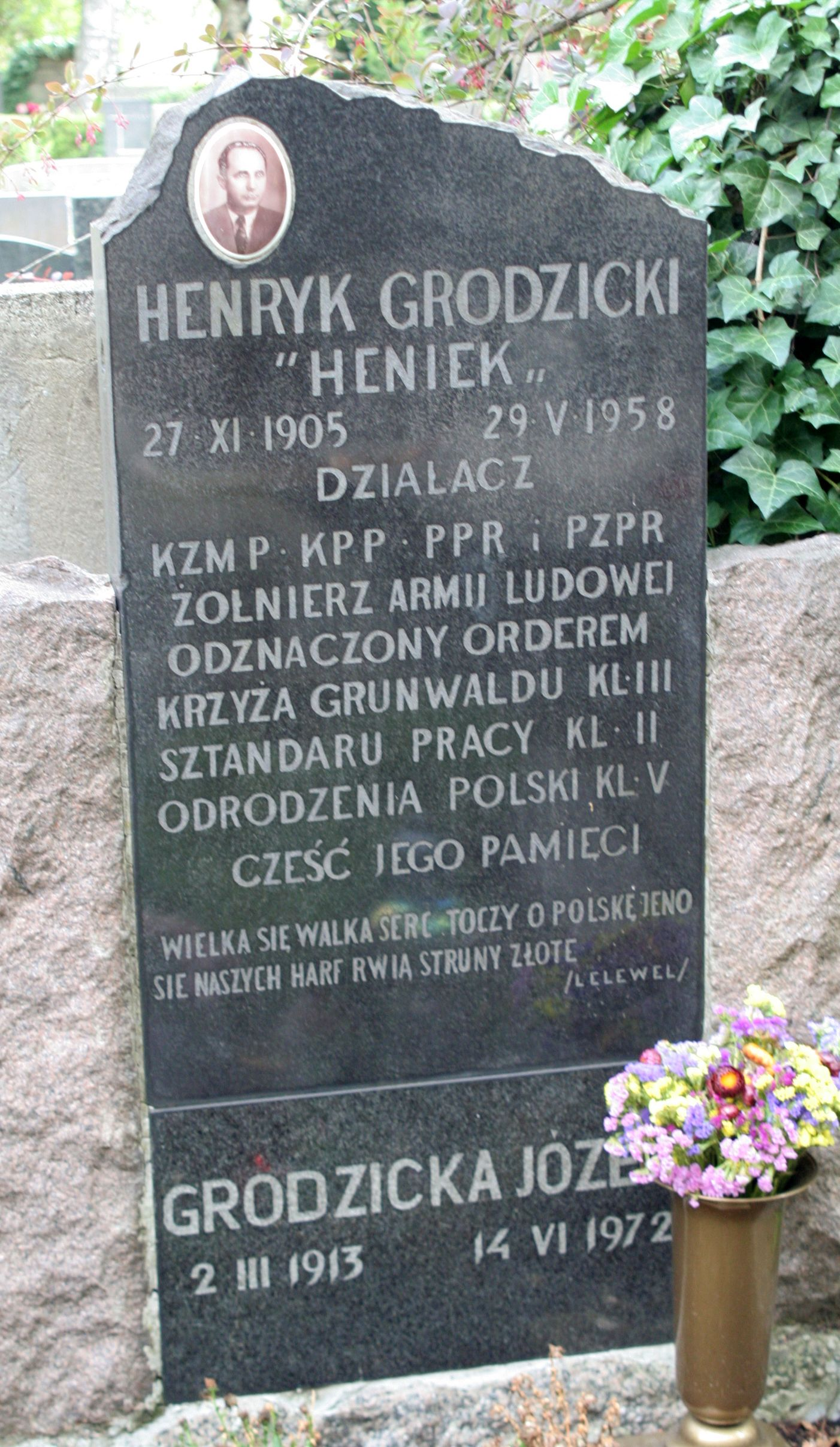
Grób Henryka Grodzickiego, Cmentarz Wojskowy na Powązkach

Henryk Grodzicki, ps. Heniek (ur. 27 listopada 1905, zm. 29 maja 1958) – działacz komunistyczny.

## Życiorys
Członek Komunistycznego Związku Młodzieży Polskiej, następnie Komunistycznej Partii Polski, Polskiej Partii Robotniczej i Polskiej Zjednoczonej Partii Robotniczej. Żołnierz Armii Ludowej. Na początku 1944 wszedł w skład konspiracyjnej Rady Narodowej Miasta Stołecznego Warszawy.
Jest pochowany na Cmentarzu Wojskowym na Powązkach (kwatera 2B-12-17).

## Ordery i odznaczenia
- Order Sztandaru Pracy II klasy
- Order Krzyża Grunwaldu III klasy
- Krzyż Kawalerski Orderu Odrodzenia Polski (22 lipca 1951)[3]
- Złoty Krzyż Zasługi (dwukrotnie: 11 maja 1946[4], 22 lipca 1949[5])
- Medal za Warszawę 1939–1945 (17 stycznia 1946)[6]